# Мехи (техника)

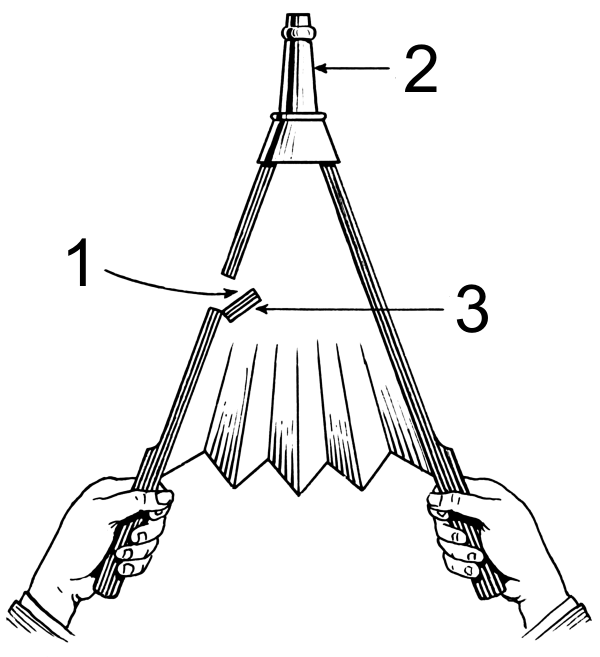
Принцип действия ручных мехов: 1. Воздухозаборник. 2. Сопло. 3. Клапан. При разжатии мехов происходит предварительное наполнение воздухом через воздухозаборник, при сжатии — накопленный воздух поступает в сопло потребителя

Мехи́, или Меха, Мех — поддувальный снаряд для кузниц, органов, устройство (изделие) для нагнетания воздуха куда-либо, растягивающееся, с кожаными и складчатыми стенками. 
Человек, приставленный к кузнечным или органным мехам для дутья — меходу́й.

## История
Меха известны с древних времён (применялись ещё в Древнем Египте). В кузнечном и стеклодувном деле широко использовались до XX века, когда были заменены компрессорами. В некоторых музыкальных инструментах используются по сей день.
Изделие чаще всего представляет собой мешок или раздвижной кожух различной формы с клапанами и регуляторами. Служит для получения непрерывной воздушной струи и применяется в основном в кузнечном (кузнечные меха) и стеклодувном деле, а также в некоторых музыкальных инструментах (таких, как волынка, гармонь и орга́н).
Технический смысл устройства состоит в том, что воздух порционно нагнетается в крупный резервуар, из которого выходит затем стабильным (непрерывным) потоком. Таким образом, перебои с подачей воздуха исключаются (к примеру, в орга́не мехи при воспроизведении звука дают возможность трубам органа работать равномерно).
Простые мехи могут и не иметь резервуара. В этом случае технический смысл состоит в создании порционного потока воздуха за счёт приложения физической силы (стабильный поток при этом отсутствует). Для получения относительно стабильного потока используется пара подобных мехов, работающих в противофазе.
Также меха (ножные меха) использовались в инженерных войсках ВС Союза ССР для наполнения воздухом лодок А-3 изготавливаемых из прорезиненной ткани. Лодку снаряжало одно отделение сапёров, которые надували оболочку лодки воздухом через 4 вентиля при помощи ножных мехов и резиновых шлангов. 

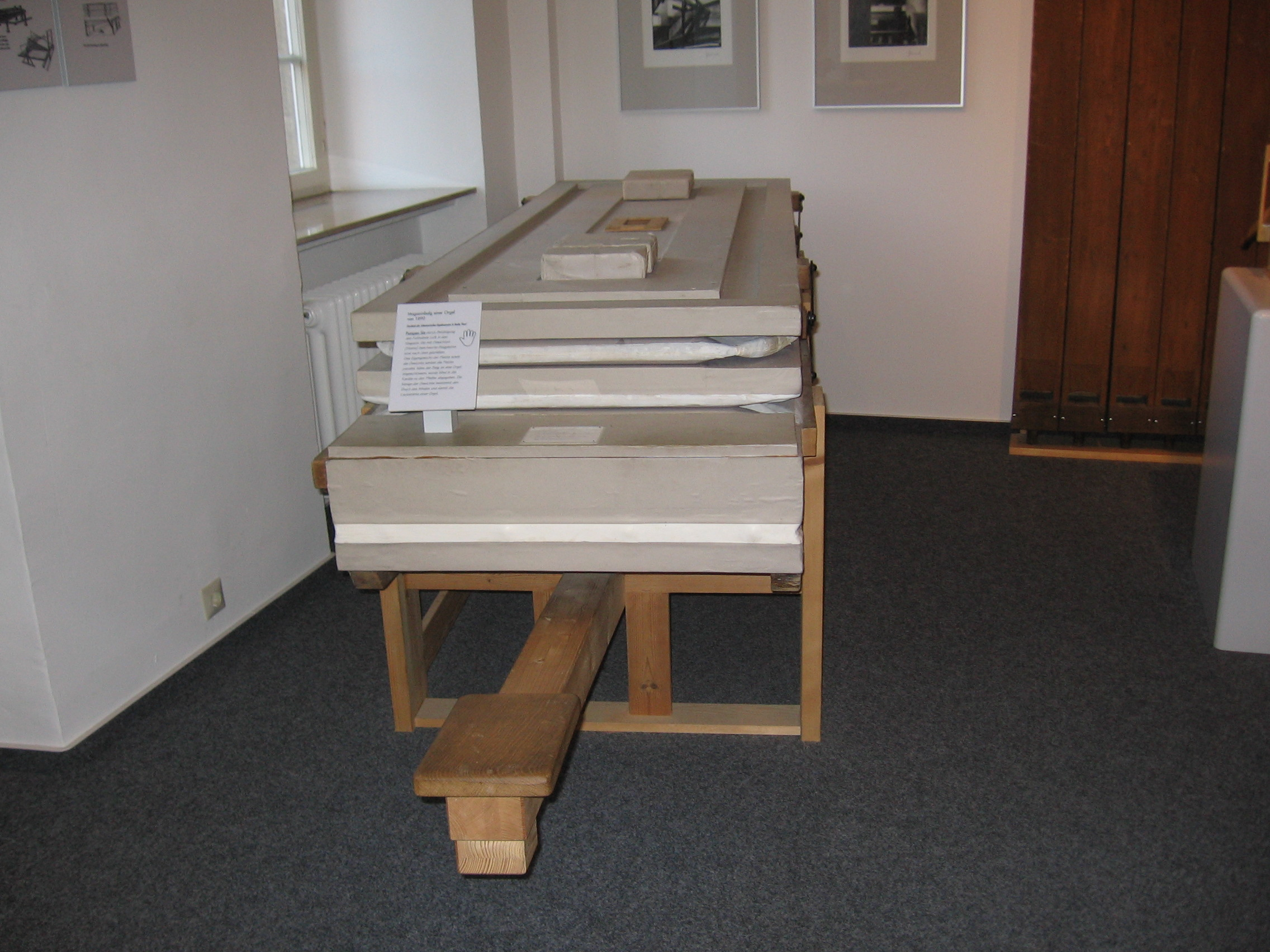
Органные мехи в Музее органов города Боргентрайх, Германия
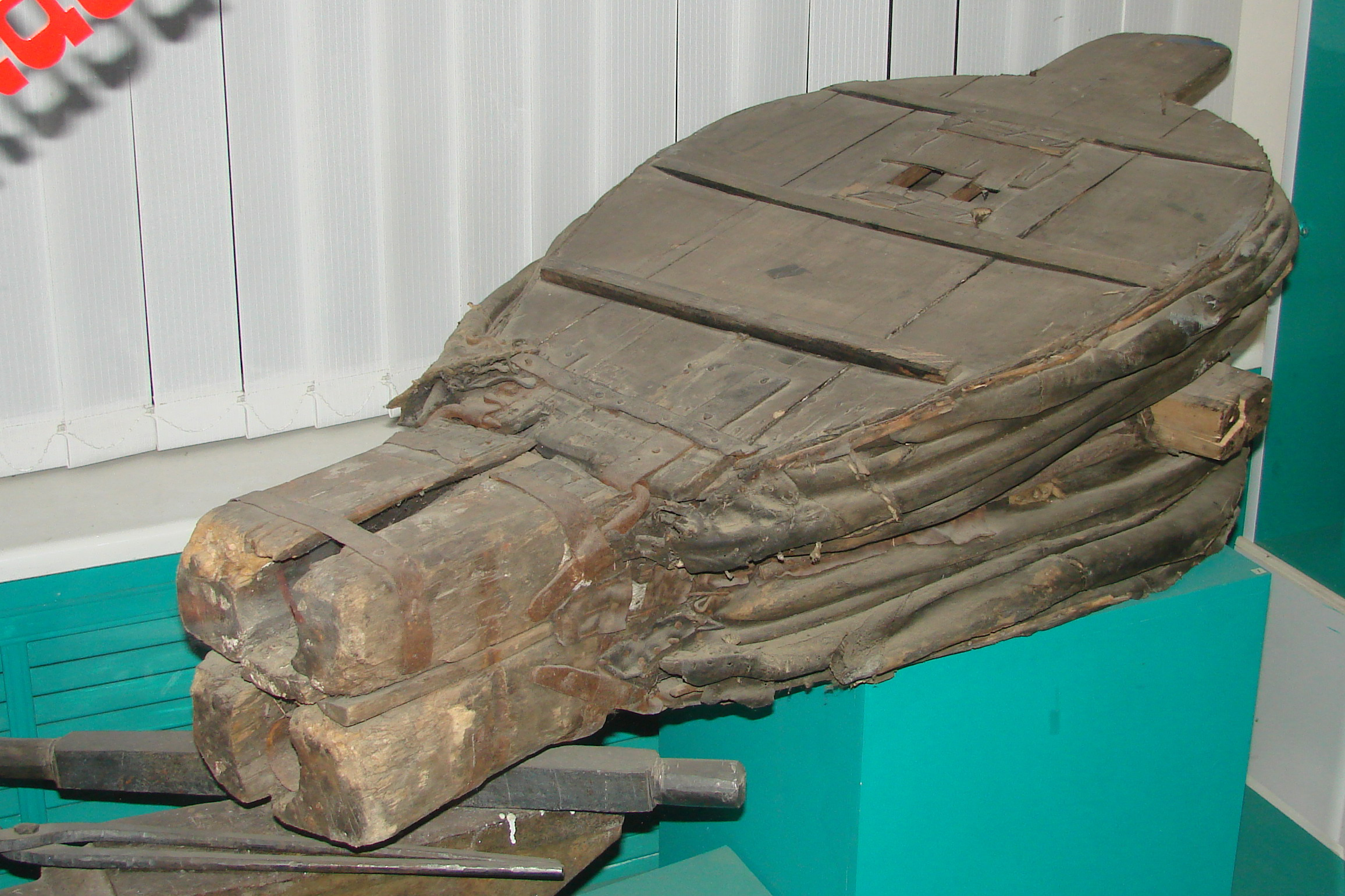
Кузнечные меха в Музее профтехобразования Вологодской области.
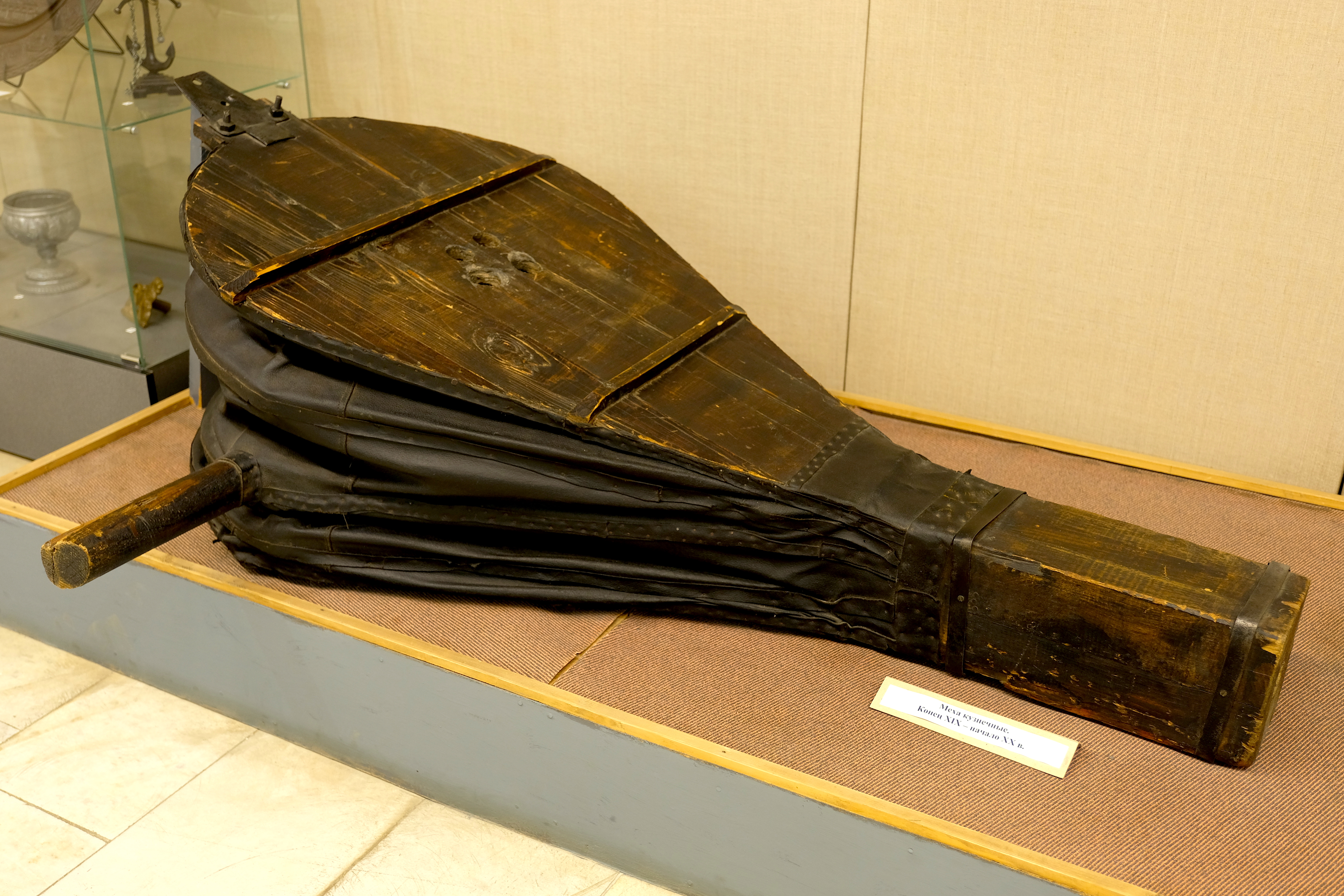
Кузнечные меха в национальном музее имени К. Герда в Ижевске, Удмуртская Республика.